# Посольство России в Норвегии
Посольство России в Осло (норв. Russlands ambassade i Oslo) — дипломатическое представительство Российской Федерации в Норвегии, расположенное в комплексе зданий вблизи центра Осло по адресу Драмменсвейен, 74.
По сообщению «Новой газеты», согласно опубликованному отчету представленному норвежским властям в апреле 2022 года, в Норвегии было всего 40 российских дипломатов, причем 34 из них работали в посольстве в городе Осло.

## История отношений
Россия первой признала независимость Норвегии в 1905 году и в этом же году дипломатические отношения между Норвегией и Россией были установлены и до 1918 года Норвегия была представлена дипломатической миссией в Санкт-Петербурге. После Октябрьской революции в России и создания СССР дипломатические отношения между СССР и Норвегией были установлены в 1924 году.
Во время Второй мировой войны Норвегия была оккупирована гитлеровской Германией и дипломатические отношения были разорваны.
В 1946 году дипломатические отношения между СССР и Норвегией были восстановлены на уровне посольств.
После распада СССР Норвегия одно из первых государств признало Российскую Федерацию как государство-правопреемник СССР.

## Здание посольства
Комплекс зданий российского посольства расположен на территории площадью 11,5 гектар и находится в бессрочной аренде с 1946 года.
История формирования комплекса зданий дипломатического представительства России в Норвегии берёт начало с 1924 года, когда были установлены дипломатические отношения между СССР и Норвегией. Именно тогда под нужды Посольства СССР было выделено помещение, располагавшееся в доме на улице Инкогнитогата, 22А.
В июне 1940 года Норвегия была оккупирована фашистской Германией и дипломатические отношения с СССР были разорваны.
После окончания Второй мировой войны в 1946 году дипломатические отношения на уровне посольств были восстановлены и для помещений посольства СССР были выделены два здания по улице Драмменсвейен, 74. До этого в этих зданиях в течение 20 лет находилось дипломатическое представительство Германии.
Одно из зданий, особняк площадью 0,9 тыс. м², было спроектировано в середине XIX века немецким архитектором Вильгельмом фон Ханно по заказу генерала и гофмаршала королевского двора Фредерика Несера. В 1885 году дом был куплен норвежцем У. Э. Киером, одним из пяти сыновей богатого лесоторговца Х. Киера, и передавался по наследству в течение 40 лет. С 1926 года здание было резиденцией немецкого министра Э. Ромберга и позднее Курта Бройера. Внутренний интерьер здания, несмотря на ряд перестроек, в значительной степени был сохранён в своём первоначальном виде. В настоящее время в этом здании проводятся протокольные мероприятия Посольства.
Второе здание площадью 4,3 тыс. м², состоит из двух соединённых между собой домов и используется для служебных помещений. Первый дом был спроектирован в 1926 году немецким архитектором О. Хоффом, второй — в 2003 году норвежским архитектором Й. Бойсеном. В старой части комплекса в настоящее время находится консульский отдел, включая помещение для приёма посетителей. В новой части расположены кабинеты сотрудников Посольства, а также небольшая жилая секция.
В комплекс Посольства также входят гараж площадью 0,9 тыс. м² на 34 машиноместа, построенный в 2003 году, и пункт проверки почтовой корреспонденции площадью 16,8 м², спроектированный и построенный в 2003 году.
7 марта 2022 г. райком[уточнить] Фрогнера принял решение переименовать площадь перед посольством России в Норвегии на площадь Украины, чтобы подчеркнуть поддержку Украины после вторжения России на Украину в 2022 г. 8 марта 2022 г райком также принял решение изменить адрес посольства на площадь Украины.
Начиная с 24 февраля 2022 года, сo дня когда Россия вторглась на Украину, перед посольством проходят ежедневные демонстрации против российской агрессии на Украине. Демонстрации организованы Украинским обществом в Норвегии (Den ukrainske forening i Norge).